# 斯芬克斯
斯芬克斯（Sphinx）最初源於古埃及的神話，是長有翅膀的怪物，通常為雄性，當時的傳說中有三種斯芬克斯——人面獅身的Androsphinx、羊頭獅身的Criosphinx（阿曼的聖物）、鷹頭獅身的Hieracosphinx。亞述人和波斯人則把史芬克斯描述為一隻長有翅膀的公牛，長著人面、絡腮鬍子，戴有皇冠。到了希臘神話，斯芬克斯卻變成雌性的邪惡之物，代表「神的懲罰」。“Sphinx”源自希臘語“Sphiggein”，意思是“拉緊”或“結合”，因為希臘人把斯芬克斯想像成一個會使人致死的怪物。
在希臘神話中，赫拉派斯芬克斯坐在忒拜城附近的懸崖上，攔住過往的路人，用繆斯所傳授的謎語問他們，猜不中者就會被牠吃掉，這個謎語是：“什麼動物早晨用四條腿走路，中午用兩條腿走路，晚上用三條腿走路？腿最多的時候，也正是他走路最慢，體力最弱的時候。”俄狄浦斯猜中了正確答案，謎底是“人”，但斯芬克斯不服输，又给俄狄浦斯出了一个谜语：「什么东西先长，然后变短，最后又变长？」狄浦斯猜出了谜底「影子」。于是斯芬克斯羞愧萬分，投海自溺而死（一說為被俄狄浦斯所殺）。據雅典的阿波羅多洛斯記載，斯芬克斯是厄喀德那同她的兒子雙頭犬奧特休斯所生。斯芬克斯的人面象徵著智慧和知識。一說史芬克斯之谜在更深層次的表現為“恐懼和誘惑”，即“現實生活”。
在歐洲的裝飾藝術裡，斯芬克斯隨著文藝復興而得到了很大的重視。隨後，與古埃及相近的斯芬克斯形象傳進各個其他文化中，儘管因為不同的描述而形象各異以及在不同文化傳統裡得到不同的發展。
一般來說，斯芬克斯常常與皇家的墓葬和宗教廟宇等建築形式聯繫在一起。最早的已知斯芬克斯形象被發現在土耳其的公元前9500年的哥贝克力石阵。

## 雕像
埃及第四王朝法老卡夫拉於埃及吉薩按史芬克斯的形象建造了一座石像，後世稱為獅身人面像。

## 圖片

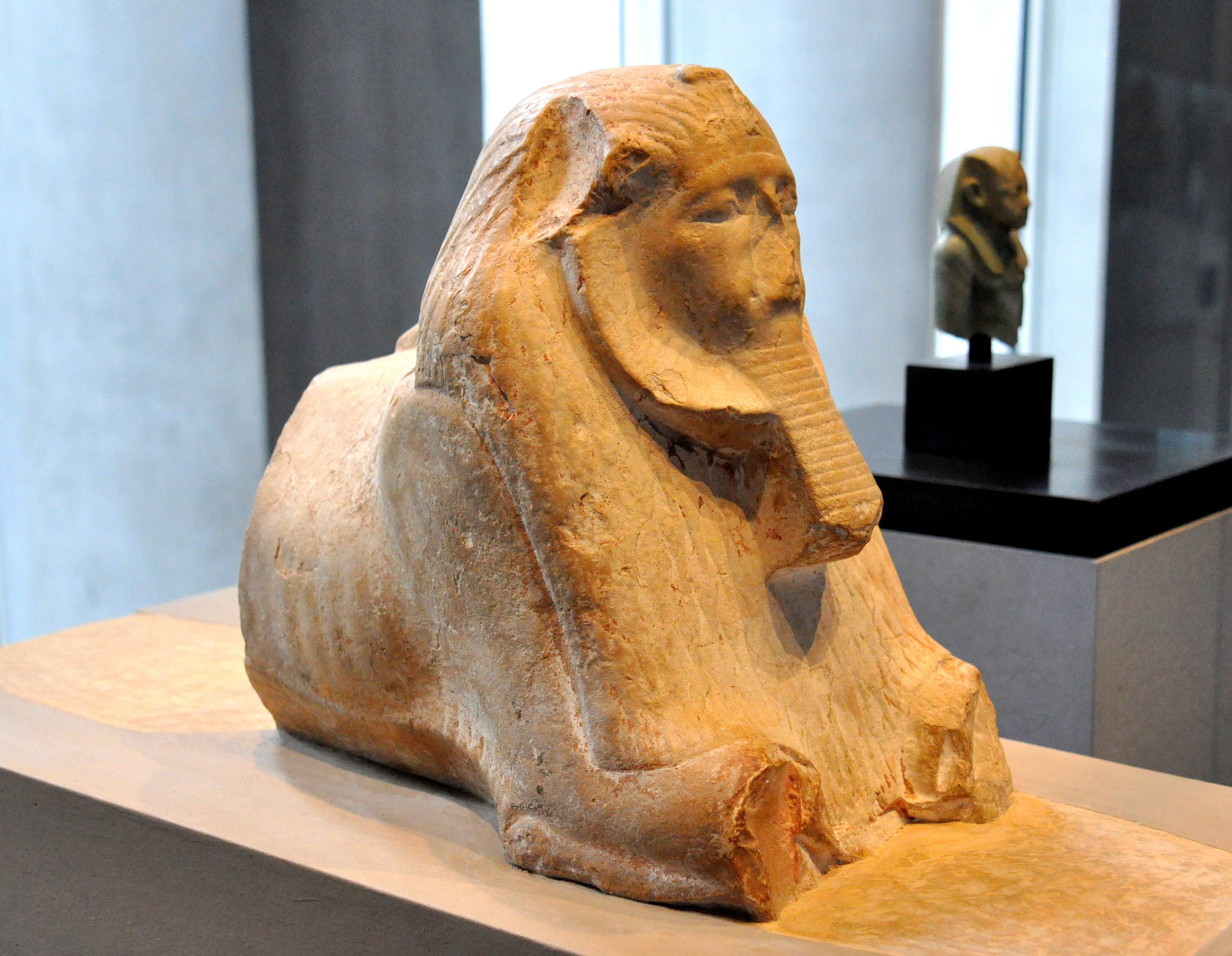
阿蒙涅姆赫特三世的獅身人面像。第12王朝，公元前1800年。現存慕尼黑埃及藝術國家博物館。
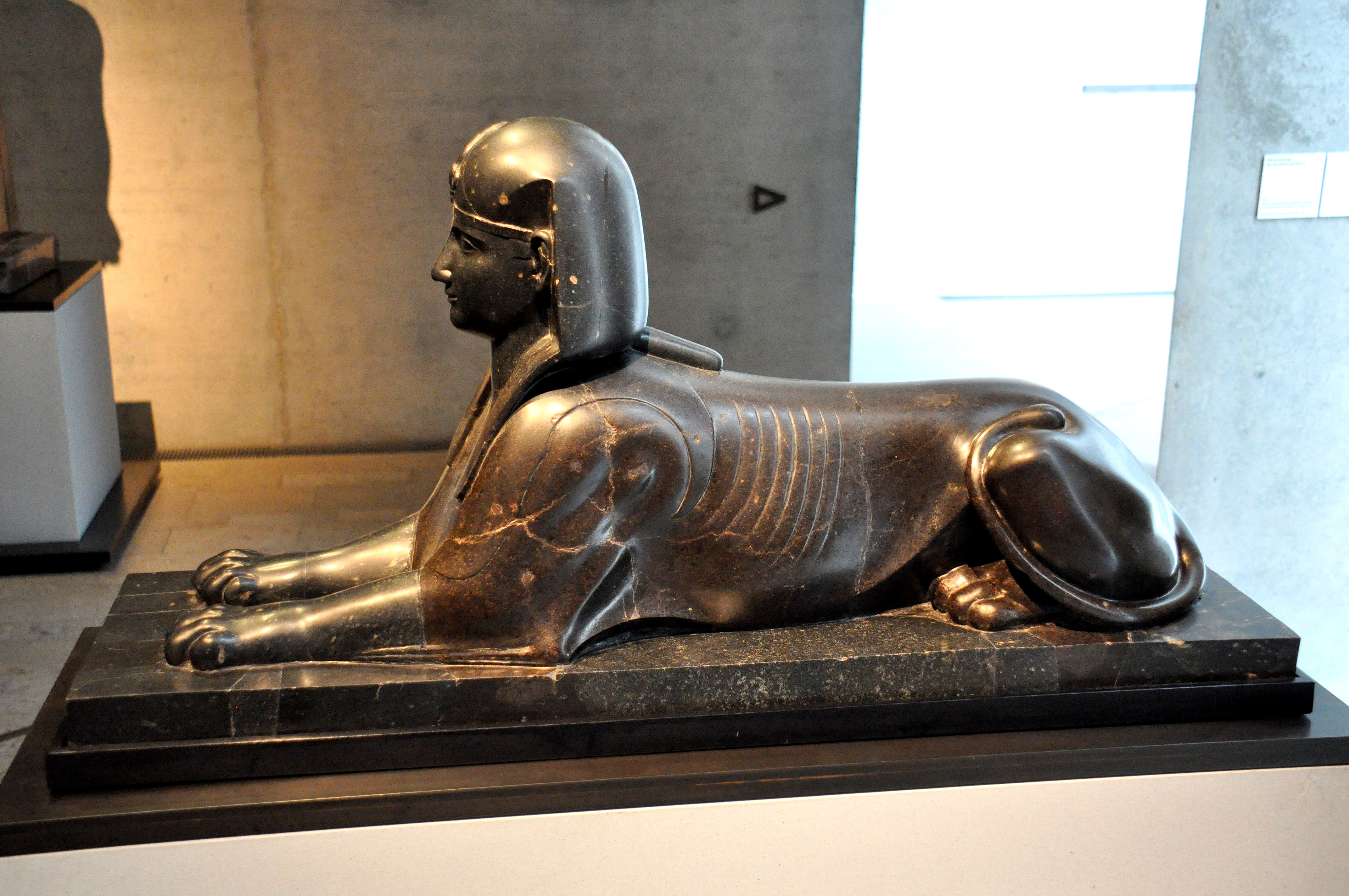
蒂沃利哈德良別墅發現的埃及獅身人面像，公元一世紀。現存慕尼黑埃及藝術國家博物館。
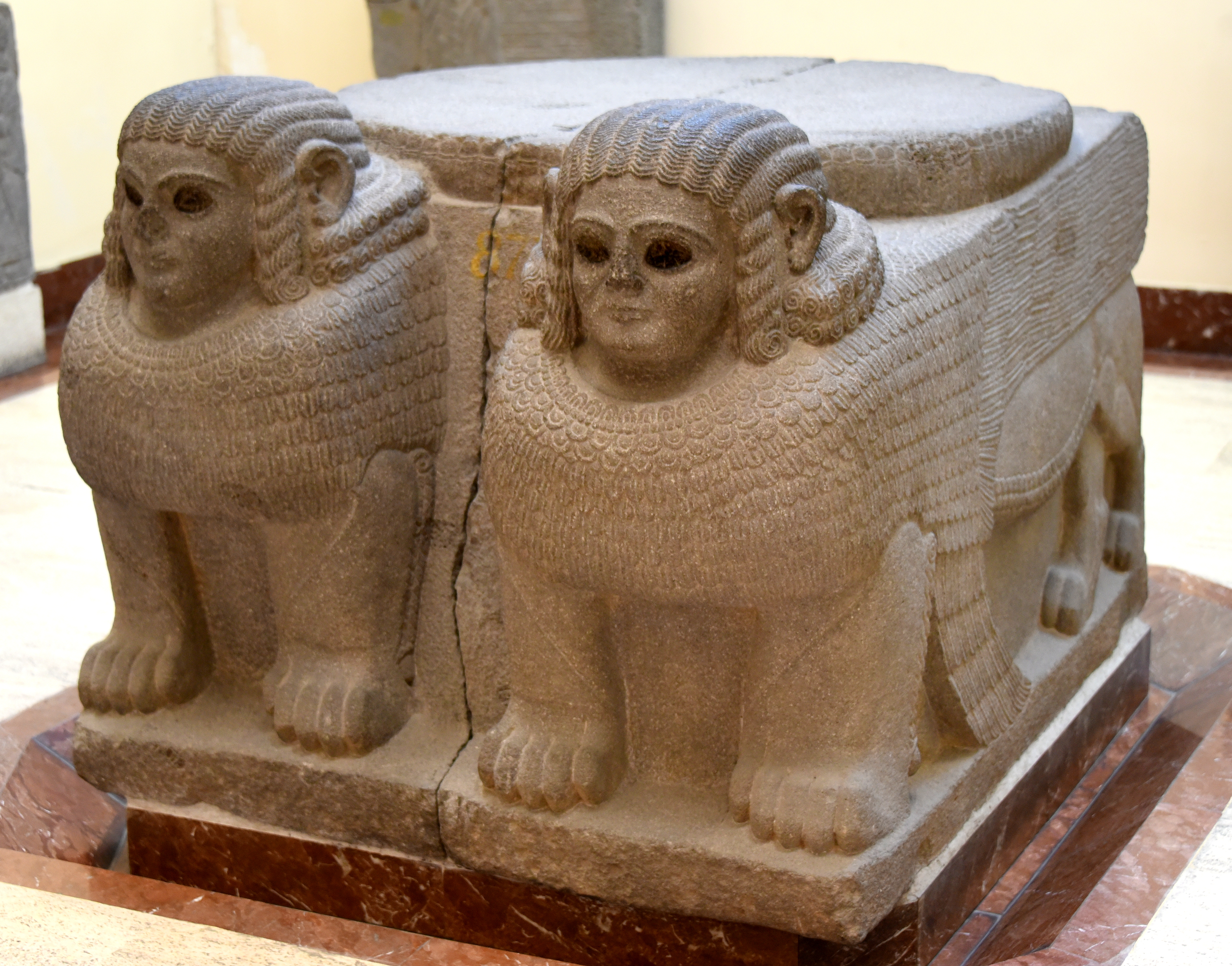
兩個獅身人面像形狀的柱基。來自薩馬爾。公元前8世紀。現存伊斯坦布尔考古博物馆。
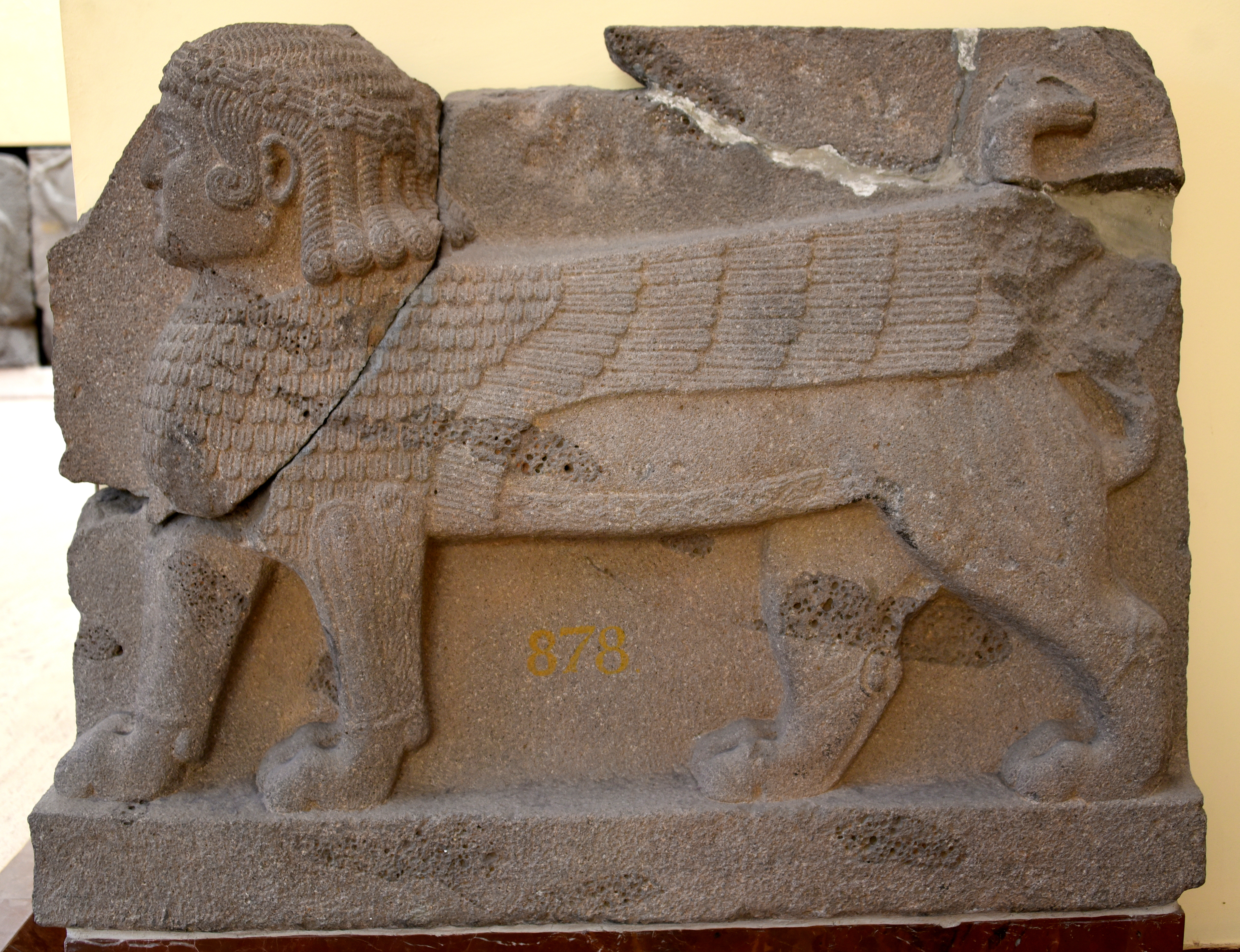
赫梯獅身人面像、玄武岩。公元前8世紀。來自薩馬爾。伊斯坦布尔考古博物馆。
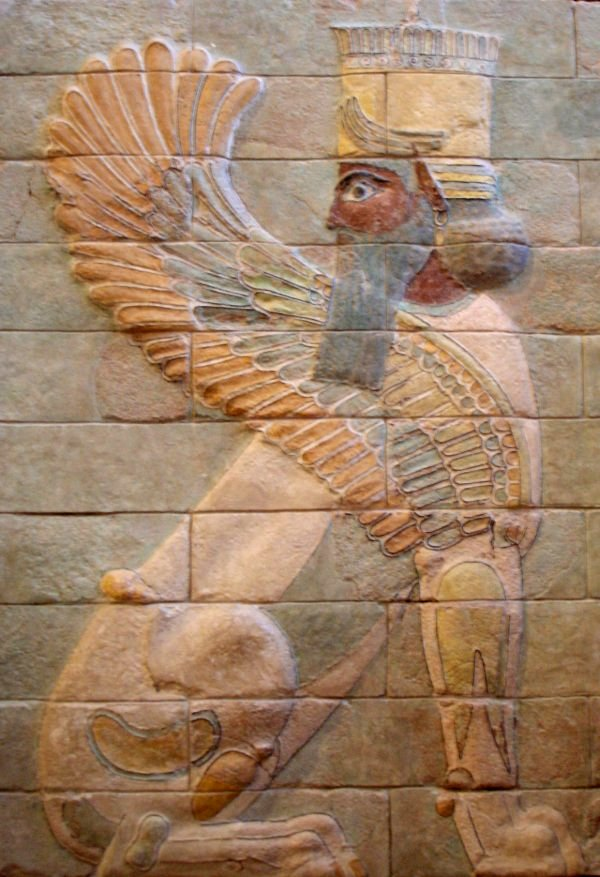
波斯帝國蘇薩大流士大帝宮殿的帶翼獅身人面像，公元前480年
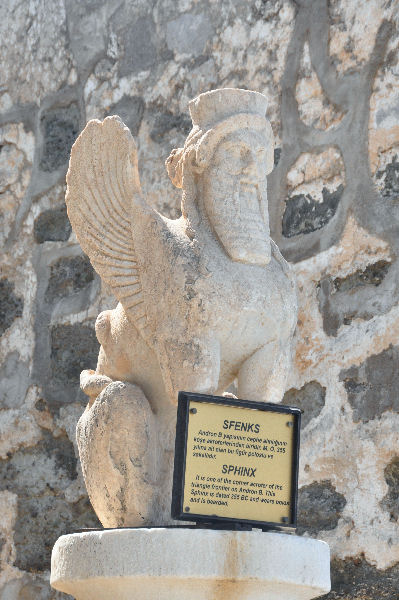
來自卡里亞首都哈利卡納蘇斯的阿契美尼德獅身人面像，公元前355年。發現於博德魯姆城堡，但可能來自哈利卡納蘇斯陵墓。
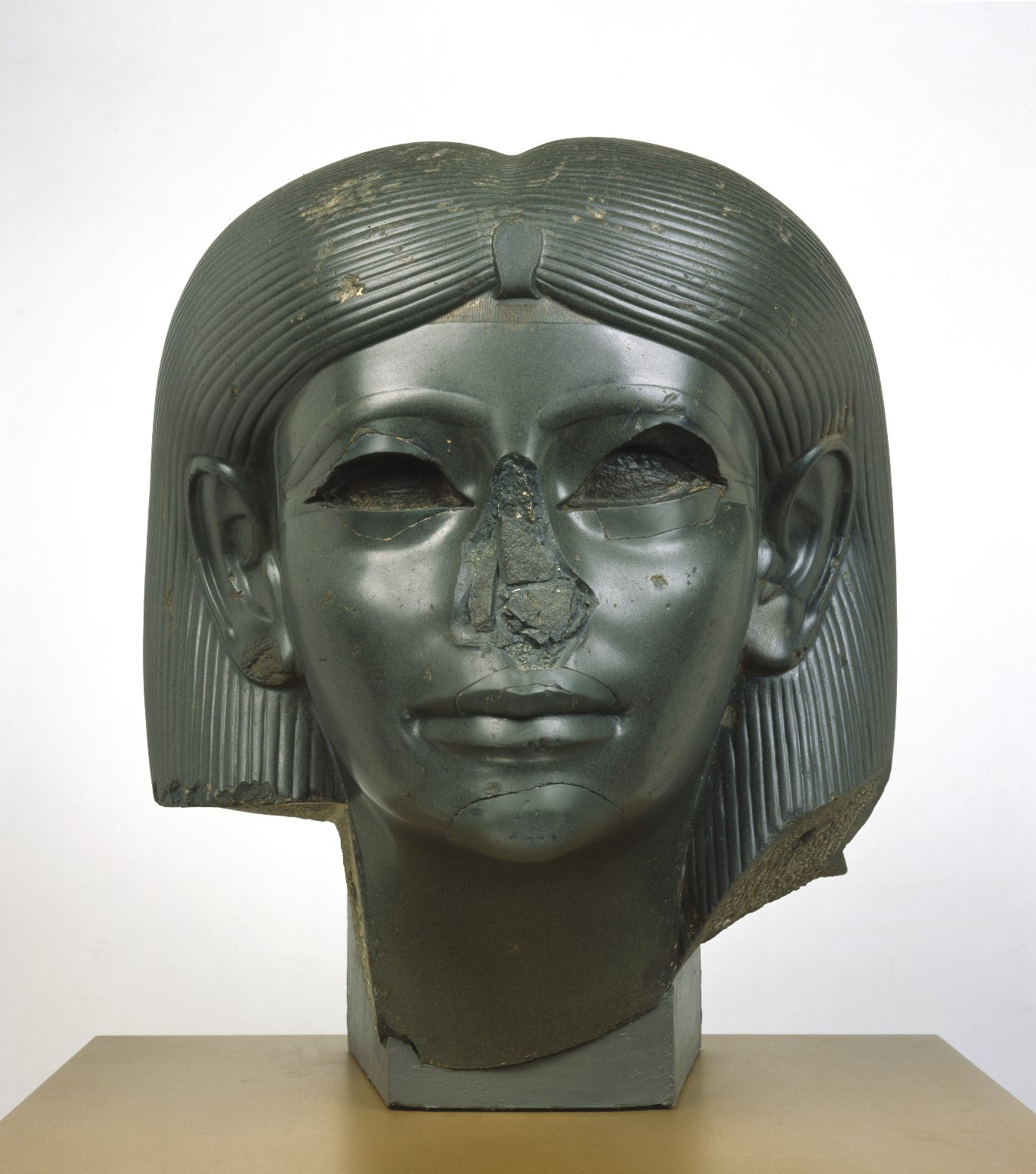
雌性獅身人面像的頭部，公元前1876-1842年。布魯克林博物館
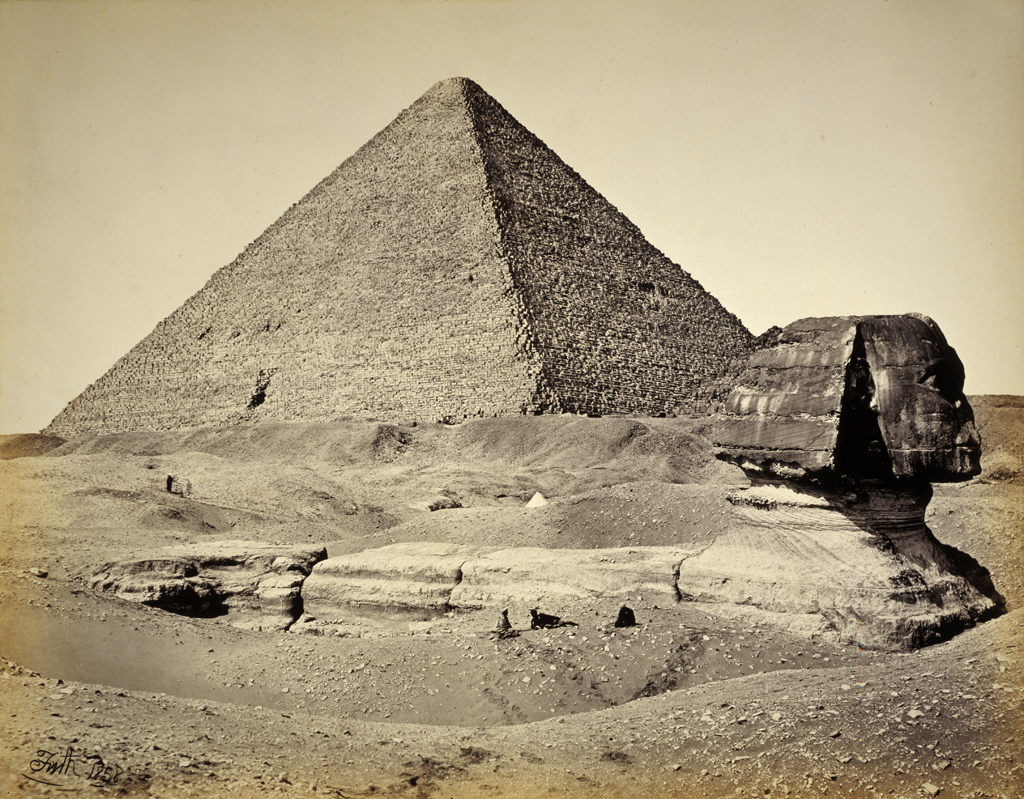
1858年的狮身人面像
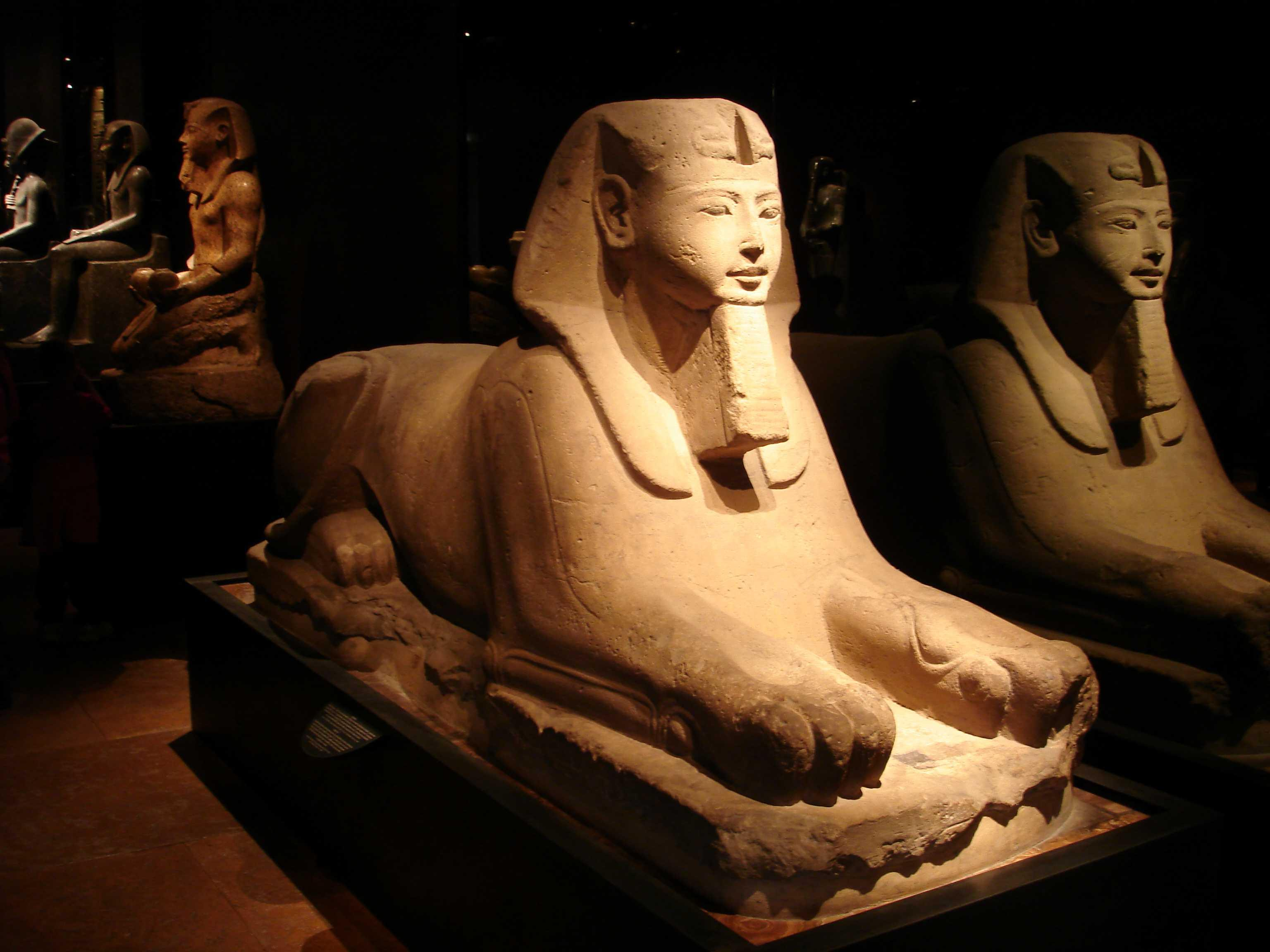
典型的埃及人頭獅身人面像，現存都靈埃及博物館
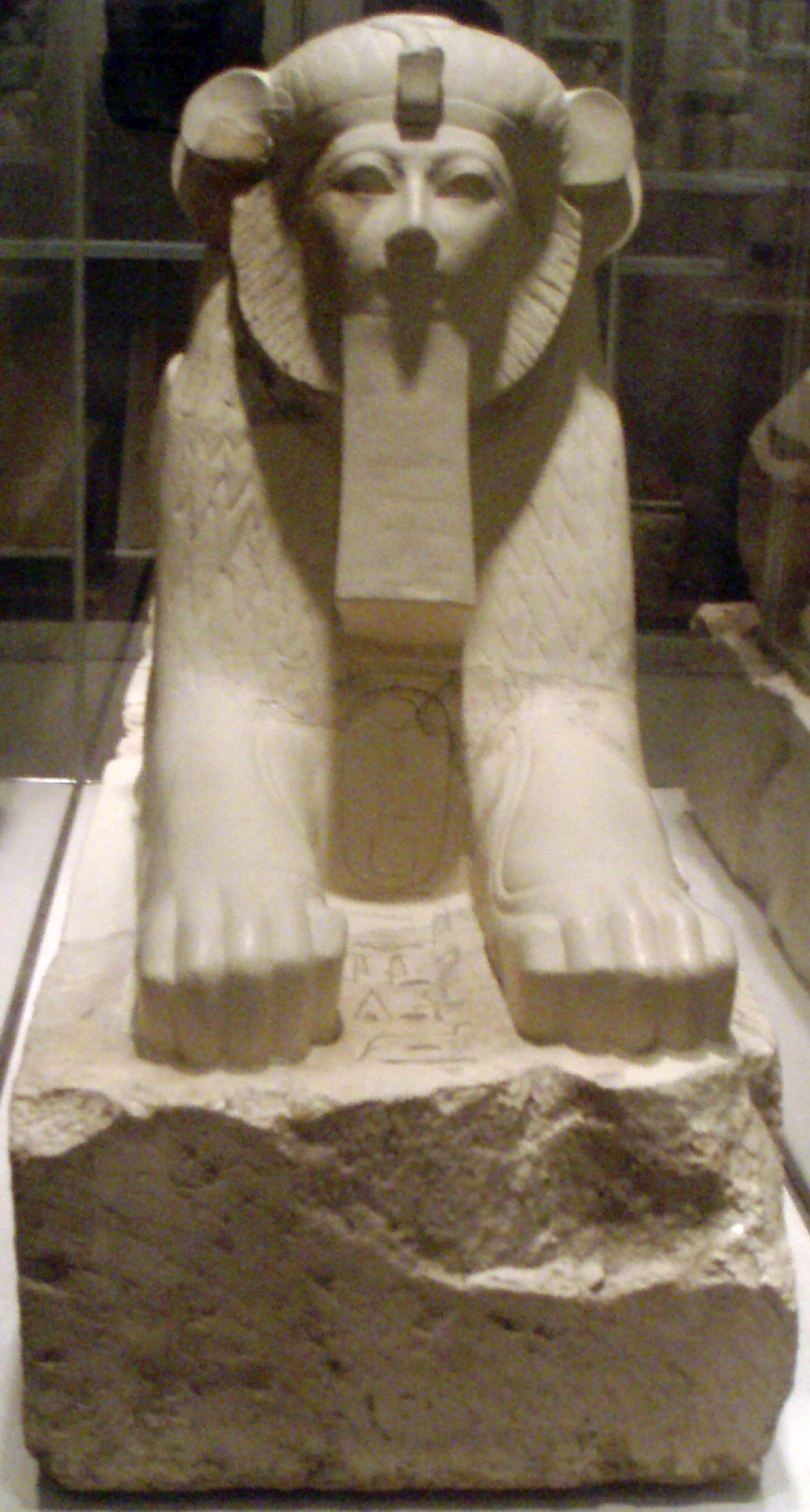
埃及哈特謝普蘇特的獅身人面像，具有不同尋常的耳朵特徵，公元前1503-1482年
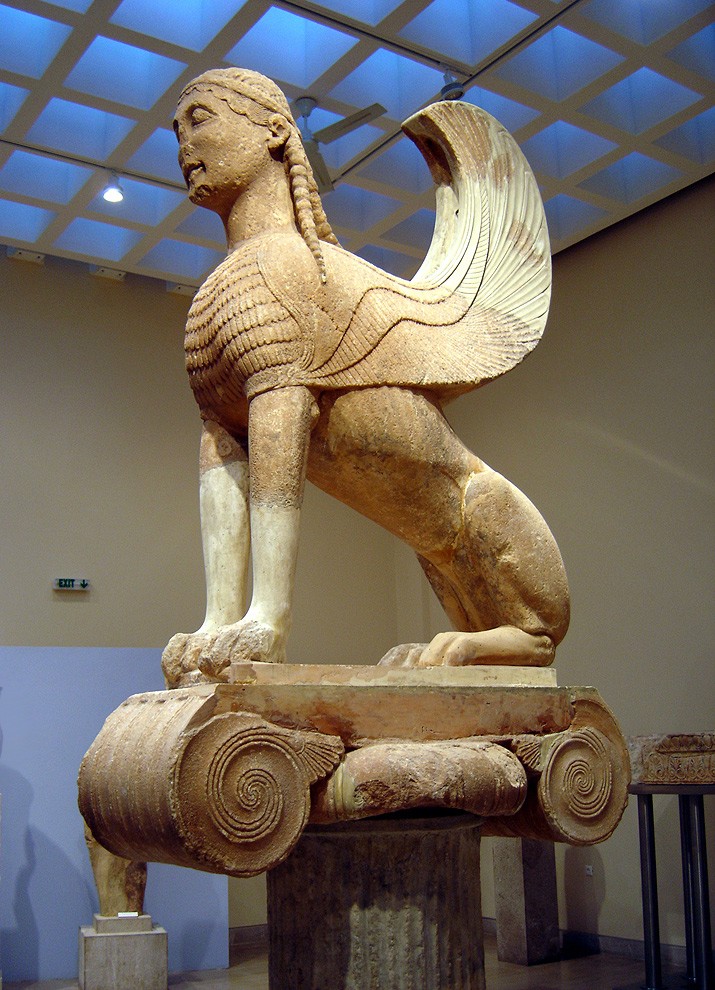
納克索斯獅身人面像
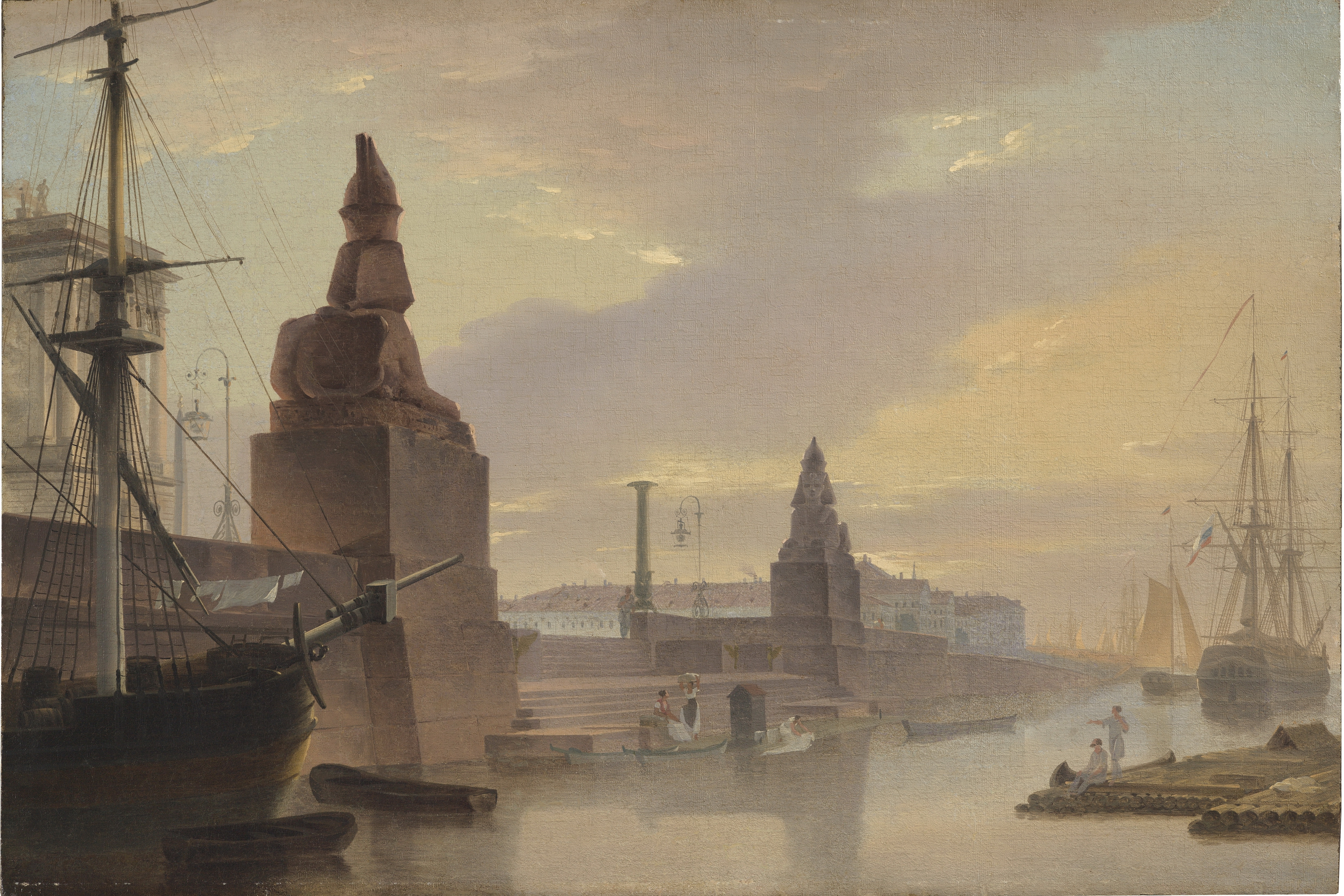
從埃及進口的3000年前獅身人面像，用於裝飾聖彼得堡和其他歐洲首都的公共場所。
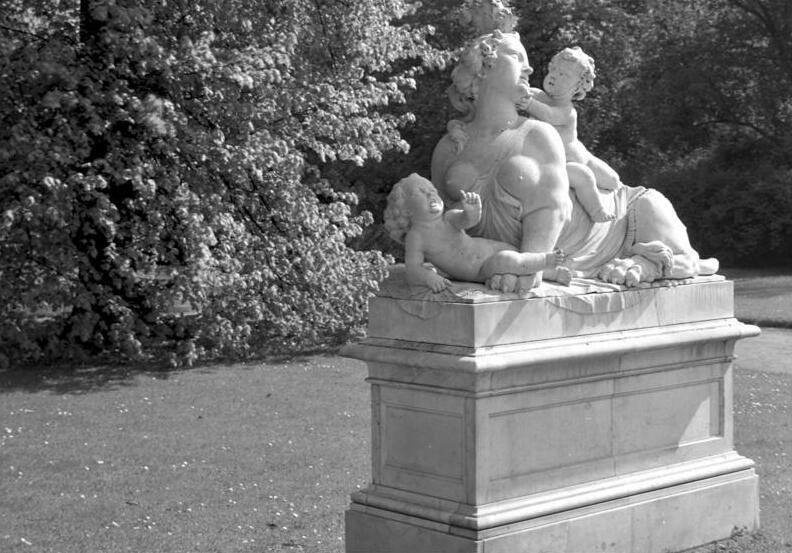
無憂宮公園的斯芬克斯
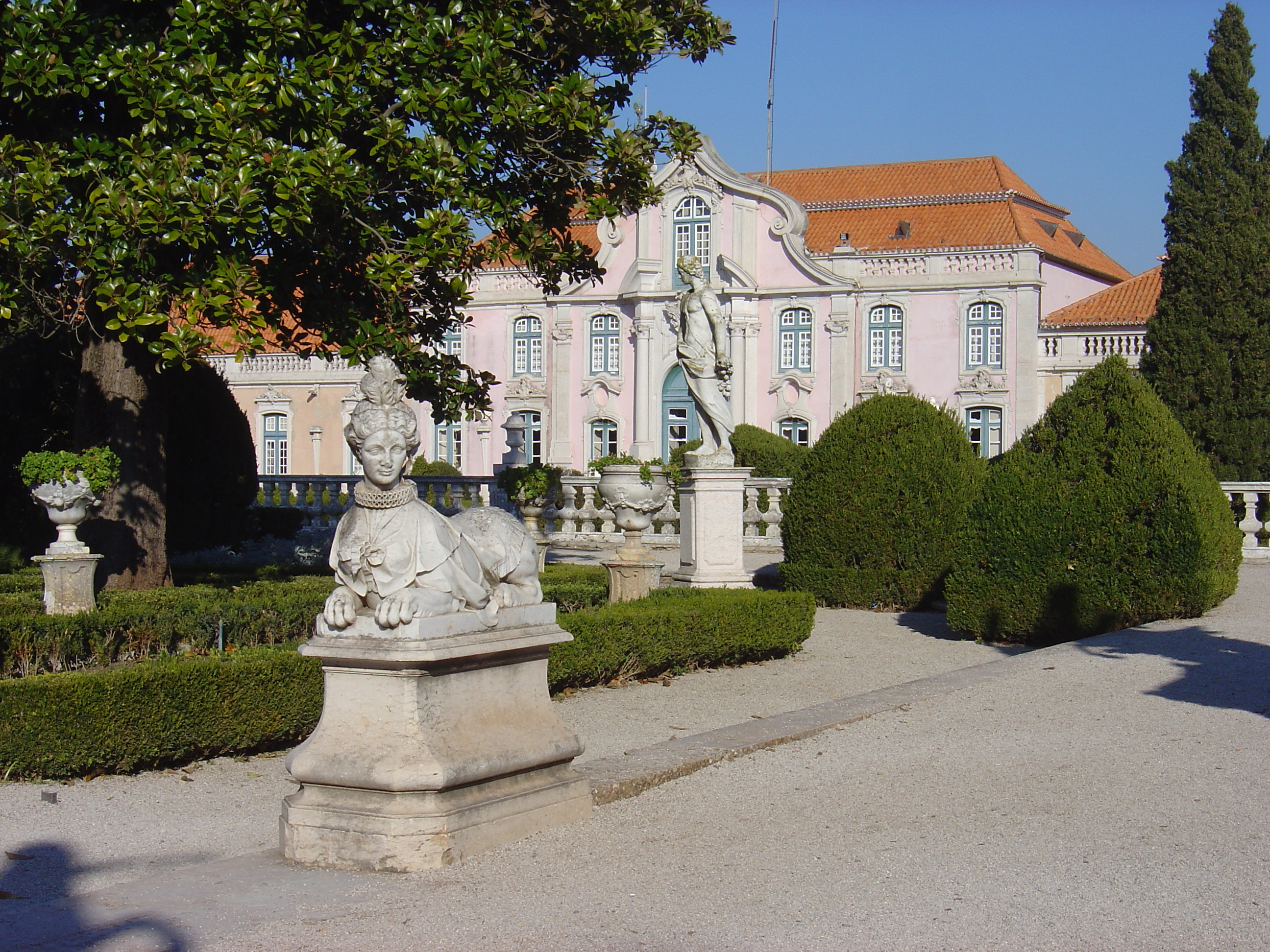
克盧什宮的斯芬克斯
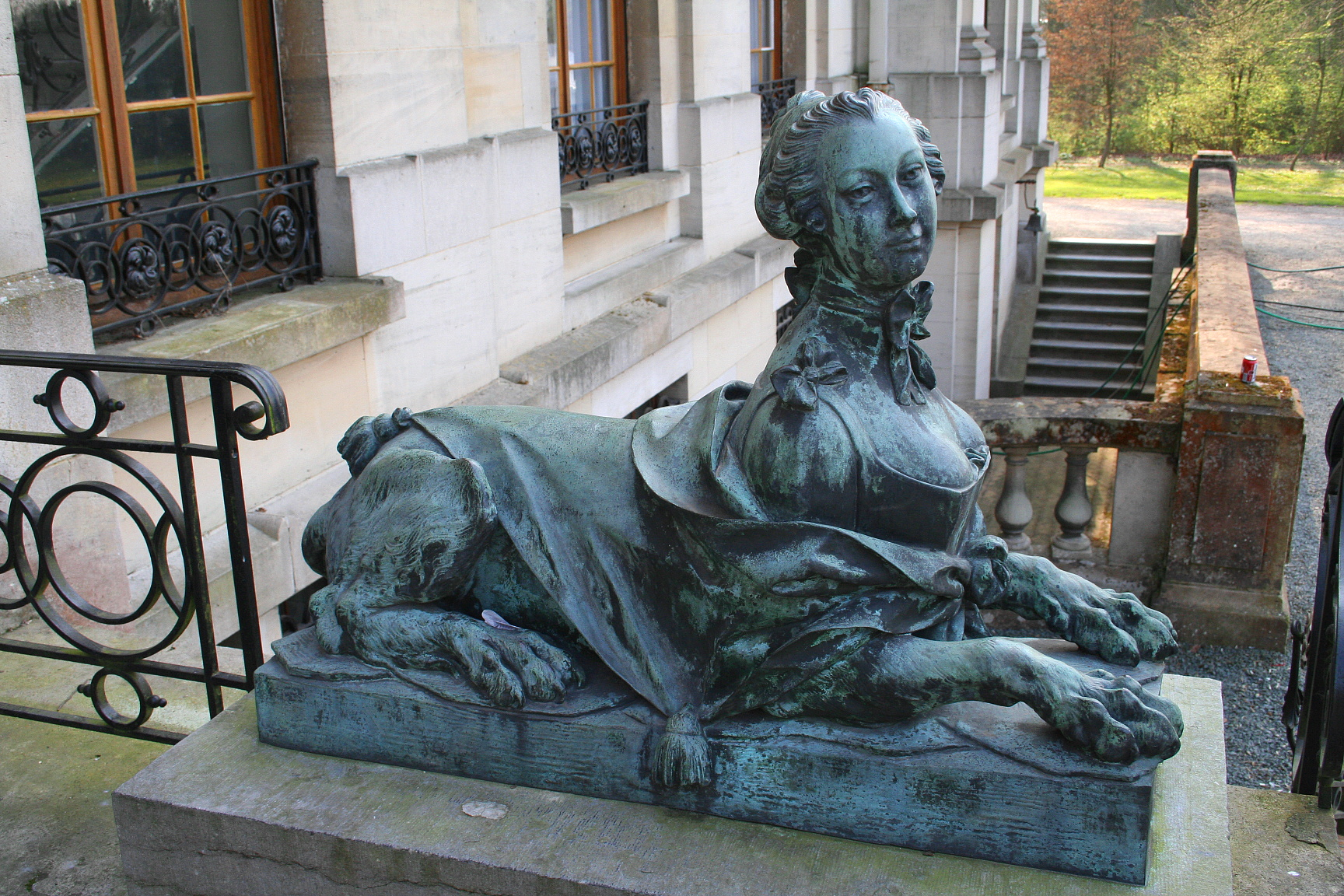
經典的攝政花園獅身人面像
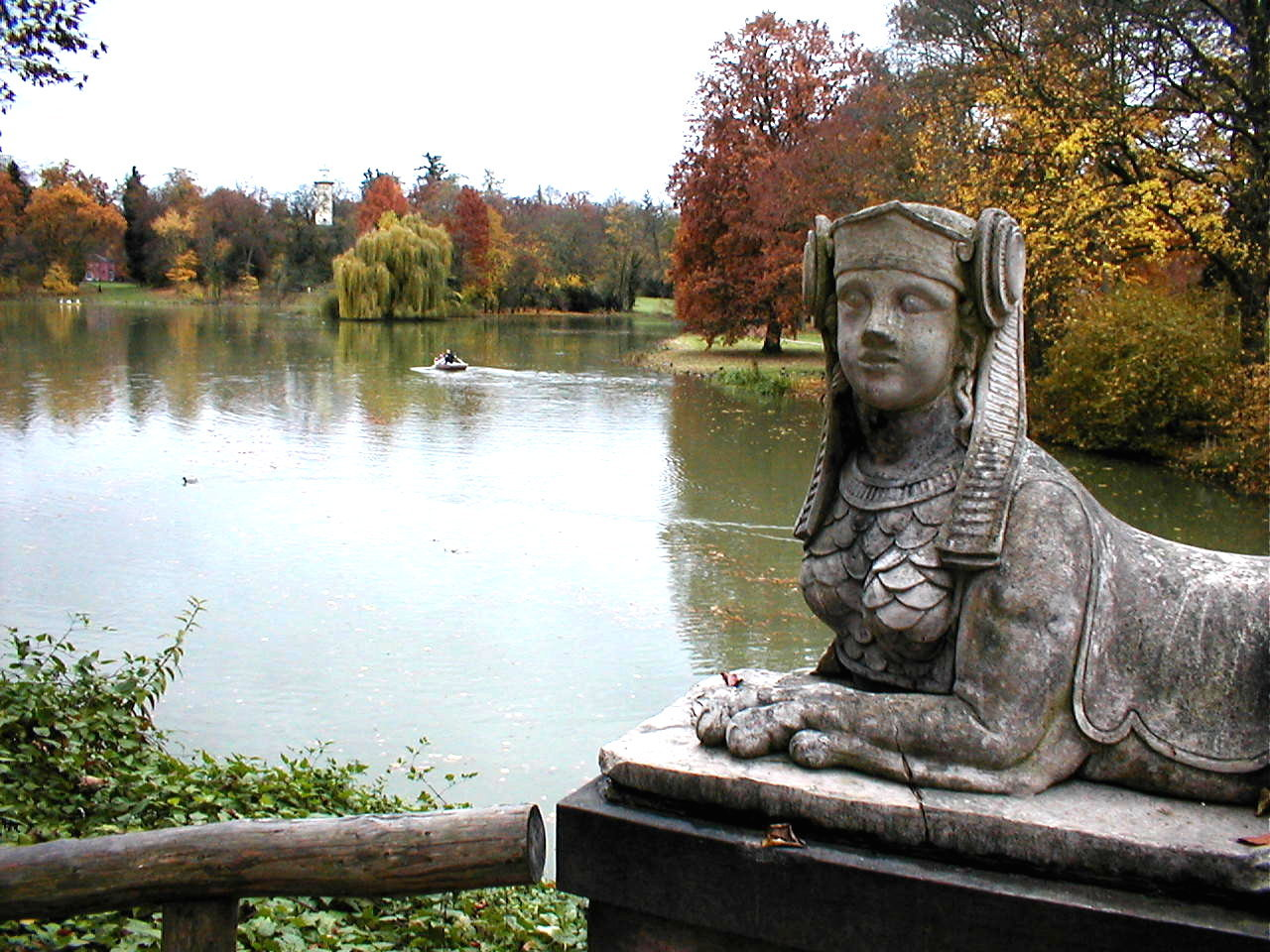
1789-90年在巴伐利亞州阿沙芬堡公園的斯芬克斯
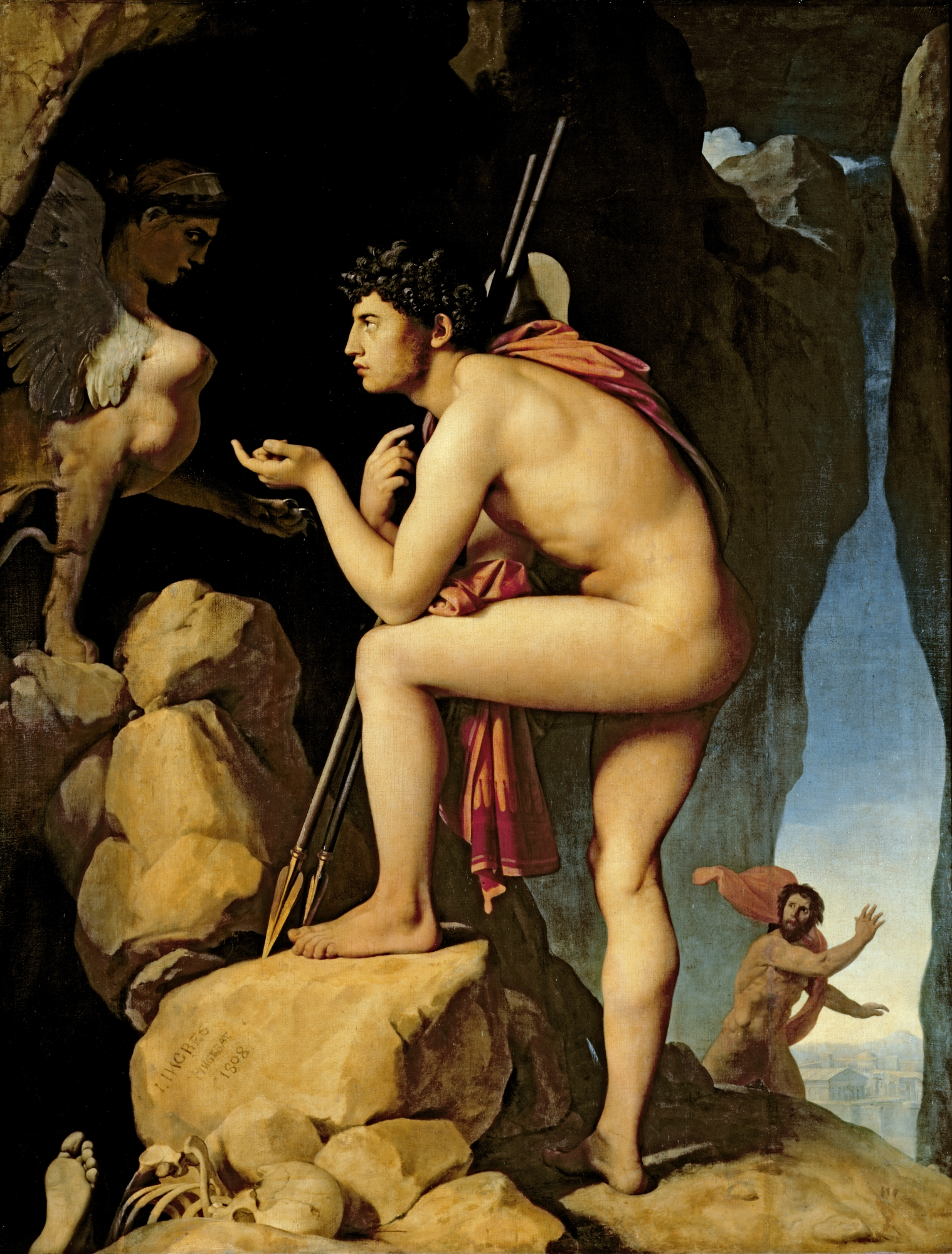
《俄狄浦斯與斯芬克斯》、让·奥古斯特·多米尼克·安格尔、1827年
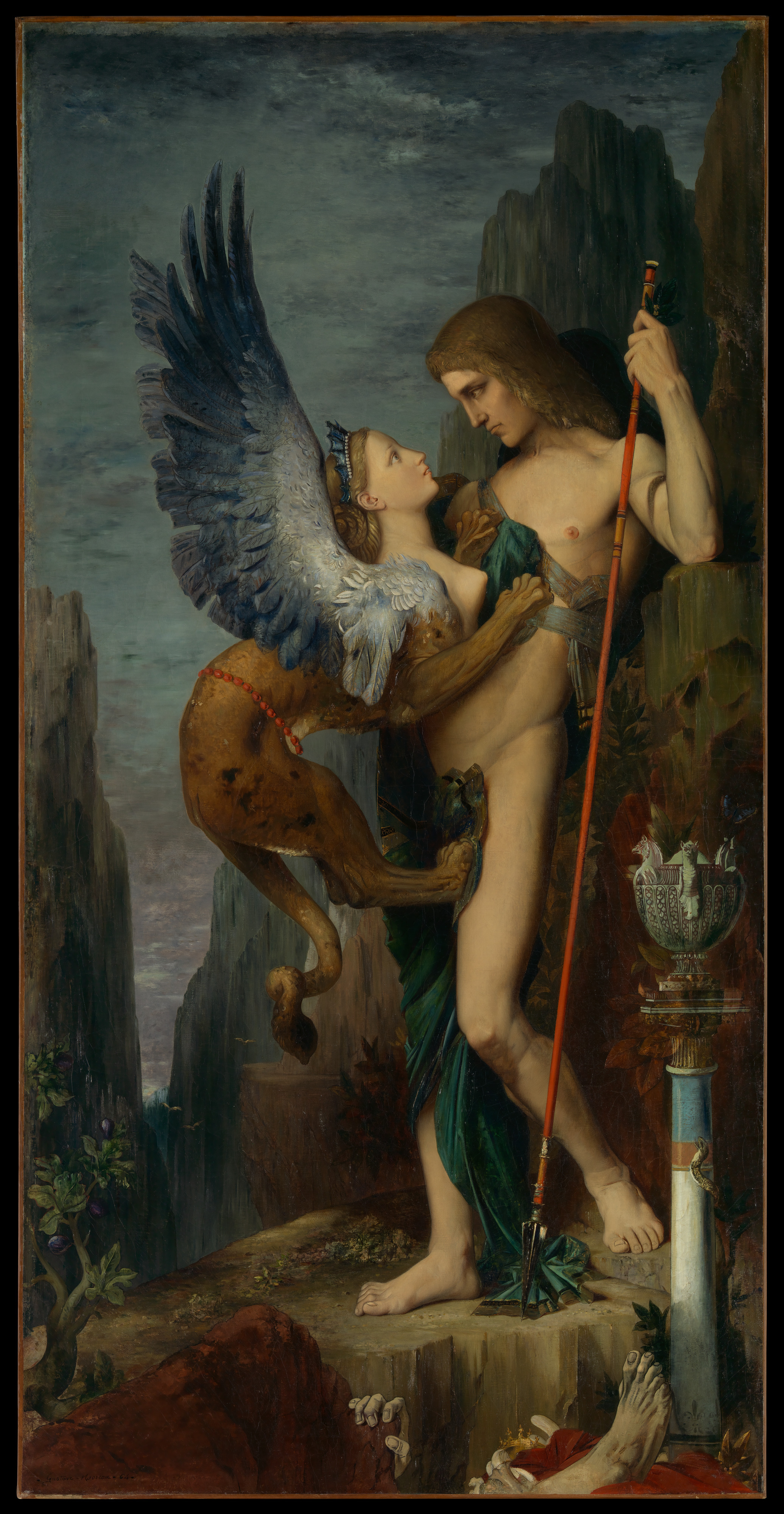
《俄狄浦斯與斯芬克斯》、 居斯塔夫·莫罗、1864年
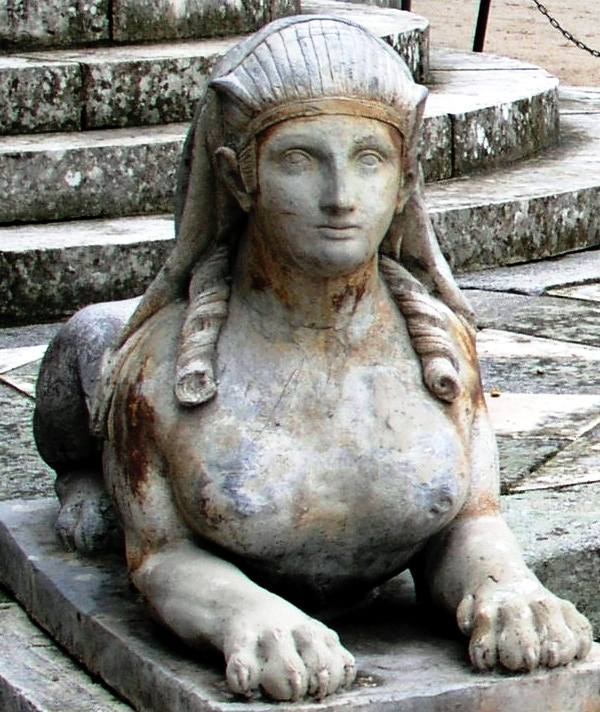
馬德里、埃爾卡普里科公園的斯芬克斯
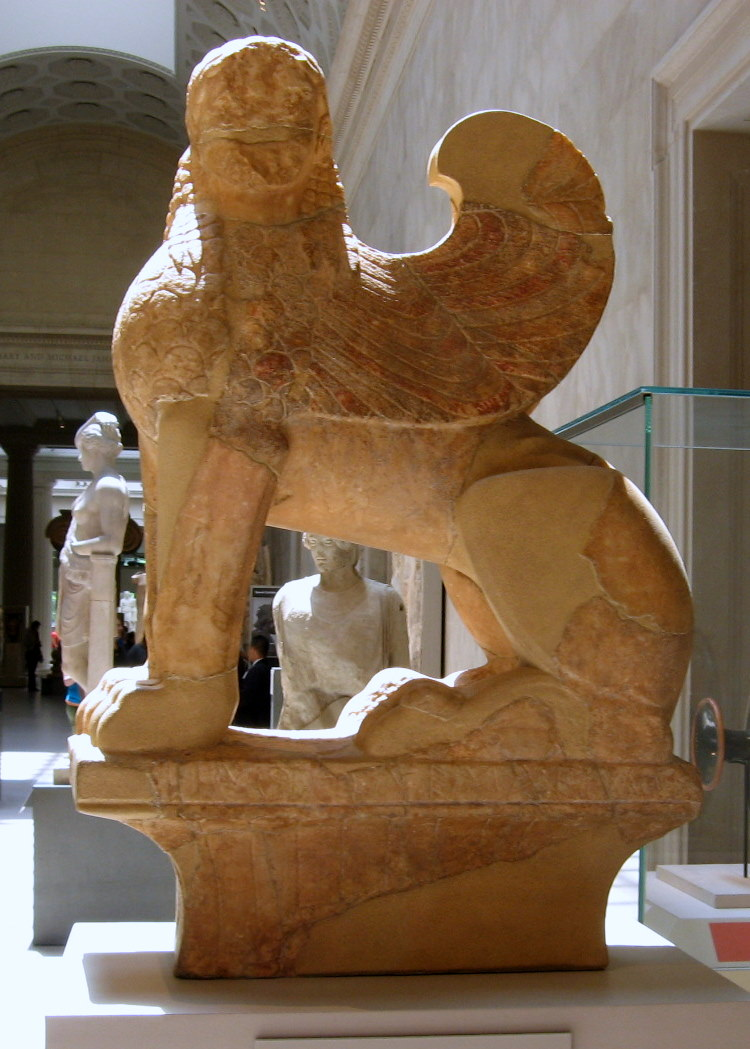
閣樓上大理石獅身人面像，公元前 580–575年
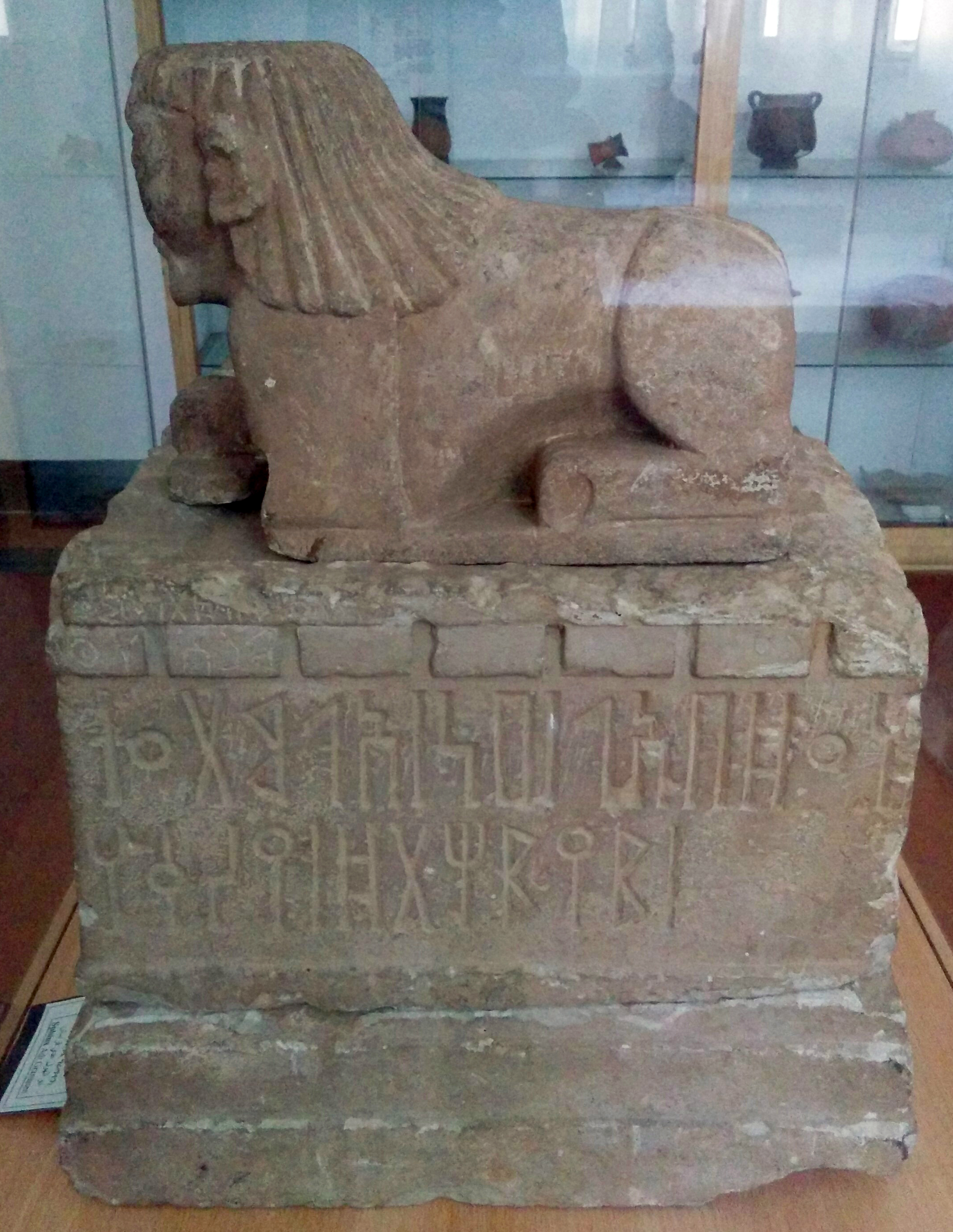
厄立特里亞阿迪格拉瑪頓的獅身人面像
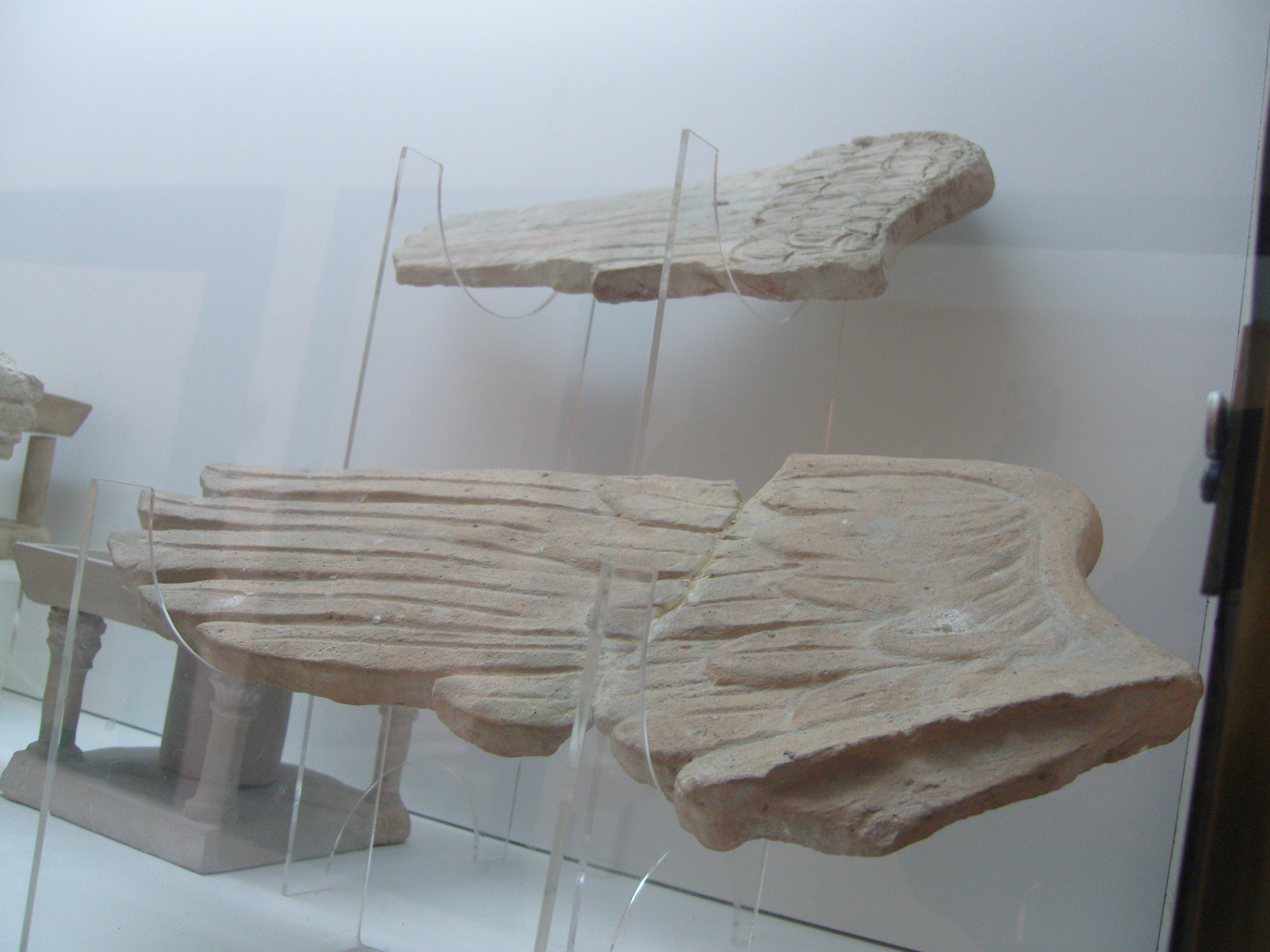
來自蒂尼蘇特保護區的獅身人面像翅膀，公元一世紀，現存突尼斯納布勒博物館
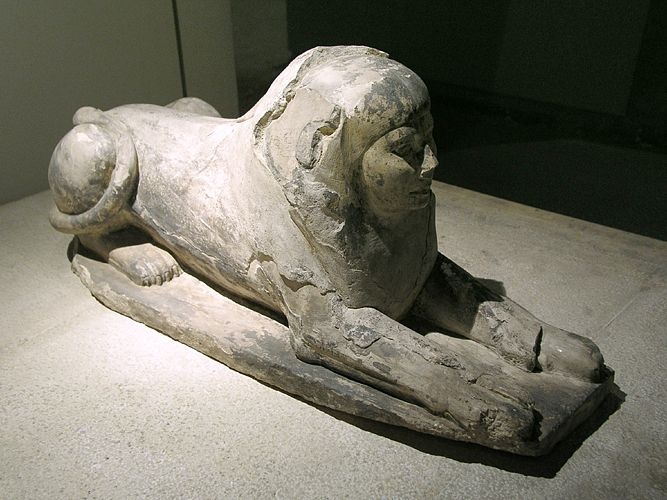
早期埃及獅身人面像，第四王朝的赫特菲勒斯二世女王（現存開羅博物館）
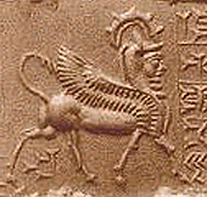
印章上的伊朗埃蘭戈帕特 ，現存伊朗國家博物館
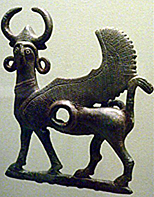
伊朗的斯芬克斯銅器，現存克利夫蘭藝術博物館
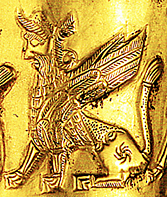
伊朗的斯芬克斯黃金紋路，現存伊朗國家博物館
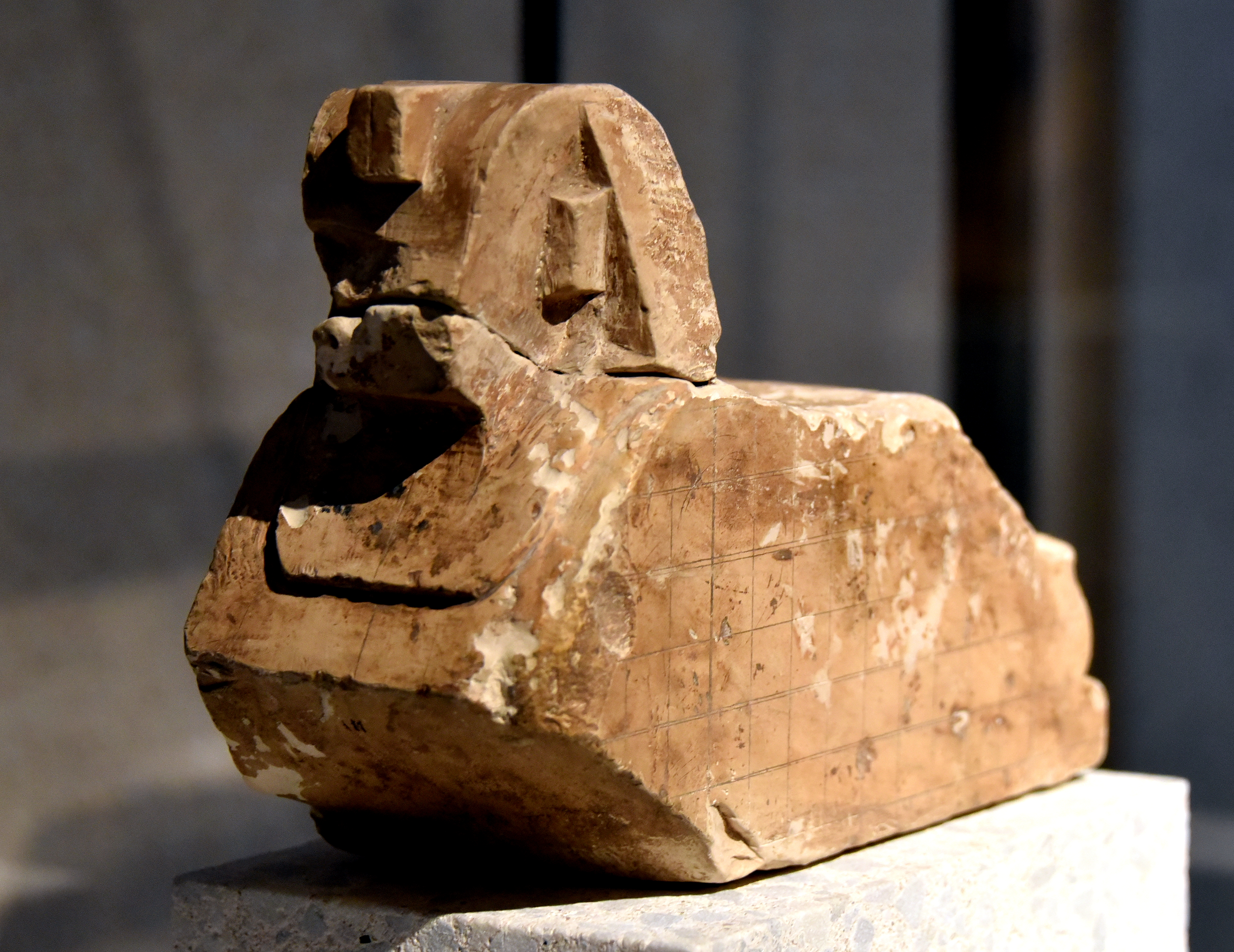
埃及獅身人面像的雕塑模型。晚期，公元前664-332年。來自柏林新博物馆。

## 外部連結
- Sphinx Head Found in Greek Tomb